# بولي إميري
بولي إميري (بالإنجليزية: Polly Emery)‏ هي ممثلة بريطانية (وحملت سابقاً جنسية المملكة المتحدة لبريطانيا العظمى وأيرلندا)، ولدت في 1875، وتوفيت في 1958 بسبب مرض.

## وصلات خارجية
- بولي إميري على موقع IMDb (الإنجليزية)
- بولي إميري على موقع قاعدة بيانات الفيلم (الإنجليزية)
- بولي إميري على موقع كينوبويسك (الروسية)